# لیونل هربرت
لیونل هربرت (انگلیسی: Lionel Hebert؛ ۲۰ ژانویهٔ ۱۹۲۸ – ۳۰ دسامبر ۲۰۰۰) یک گلف‌باز بود.